# エロス・ピサーノ
エロス・ピサーノ（Eros Pisano、1987年5月31日 - ）は、イタリア・ブスト・アルシーツィオ出身のサッカー選手。ポジションはDF（SB）。

## 経歴
地元のクラブ、ASヴァレーゼ1910でキャリアをスタートさせる。当時のヴァレーゼはセリエC1に所属していたが、財政難による経営破綻セリエEへの降格処分を科せられた。しかしその後1年でセリエDに昇格すると、ピサーノも当時10代ながらレギュラーを獲得。デビューした2005-06シーズンはセリエDで、セリエB・ACピサからレンタルバックで復帰した2008-09シーズンにセリエC2を制覇した。
セリエC1でも昇格1年目ながら2位に入り、プレーオフを制してセリエBに昇格。2部でも昇格争いを繰り広げ、ピサーノは躍進するチームの中核を担った。2011年6月、ヴァレーゼからパレルモに引きぬかれたセアン・ソリアーノSDによってセリエAのUSチッタ・ディ・パレルモへステップアップした。2シーズン目の冬にミシェル・モルガネッラに追いやられる形でジェノアCFCに共同保有形式で移籍。ジェノアではセリエA初ゴールをマークするなど残留に貢献した。その後、パレルモに買い戻された。2015年2月2日、エラス・ヴェローナFCに期限付き移籍することが決定した。

## 所属クラブ
- ASヴァレーゼ1910 2005-2011

→ ピサ・カルチョ 2007-2008 (共同保有)
- USチッタ・ディ・パレルモ 2011-2015

→ ジェノアCFC 2013 (共同保有)
→ エラス・ヴェローナFC 2015 (期限付き移籍)
- エラス・ヴェローナFC 2015-2017
- ブリストル・シティFC 2017-2019